# Benczédi Pál
Benczédi Pál (Bencéd, 1883. január 2. – Kolozsvár, 1966. június 9.) magyar bibliográfus, történész, műfordító.

## Életútja, munkássága
Tanulmányait Székelykeresztúron és Kolozsvárt folytatta, s a manchesteri Unitarian College-ben fejezte be. 1934-től középiskolai, 1943-tól teológiai tanár. 1948-tól 1957-ig akadémiai könyvtáros. 1920-ban az Erdélyi Szemle számára lefordította Rabindranáth Tagore Chitre c. drámáját. Kiadta és bevezetéssel ellátta Jánosfalvi Sándor István Székelyhoni utazás a két Homoród mentén c. munkáját (Erdélyi Ritkaságok 7-8. Kolozsvár, 1941). Ismertette a gondozása alatt álló volt unitárius kollégiumi könyvtár kézirattárát a Kelemen Lajos-emlékkönyvben (1957). Kéziratban hagyta hátra Gál Kelemen, Kanyaró Ferenc, Mikó Lőrinc, Péterfi Dénes életrajzát.